# Lipová (district de Cheb)
Pour les articles homonymes, voir Lipová.
Lipová (en allemand : Lindenhau) est une commune rurale du district de Cheb, dans la région de Karlovy Vary, en République tchèque. Sa population s'élevait à 746 habitants en 2020.

## Géographie
Lipová se trouve à 8 km au sud-est de Cheb, à 38 km au sud-ouest de Karlovy Vary et à 143 km à l'ouest de Prague.
La commune est limitée par Cheb à l'ouest et au nord, par Okrouhlá au nord-est, par Dolní Žandov à l'est, par Stará Voda au sud-est et par l'Allemagne au sud-ouest.
La commune fait partie de la région historique de l'Egerland.
À environ un kilomètre au sud du village de Mýtina, près de la frontière allemande, se trouve la zone naturelle protégée Železná hůrka (cs), correspondant à un volcan éteint du quaternaire.

## Histoire
La première mention écrite du village date de 1299.

## Administration
La commune se compose de neuf sections :
- Lipová
- Dolní Lažany
- Dolní Lipina
- Doubrava
- Horní Lažany
- Mechová
- Mýtina
- Palič
- Stebnice